# Pilea brittoniae
Pilea brittoniae es una especie de planta del género Pilea, perteneciente a la familia Urticaceae.

## Taxonomía
Pilea brittoniae fue descrita por Ignatz Urban en 1908.

## Distribución
Se encuentra en el territorio de Jamaica.